# Italiens Grand Prix 1959
Italiens Grand Prix 1959 var det åttonde av nio lopp ingående i formel 1-VM 1959.  

## Resultat
1. Stirling Moss, R R C Walker (Cooper-Climax), 8 poäng
2. Phil Hill, Ferrari, 6
3. Jack Brabham, Cooper-Climax, 4
4. Dan Gurney, Ferrari, 3
5. Cliff Allison, Ferrari, 2
6. Olivier Gendebien, Ferrari
7. Harry Schell, BRM
8. Joakim Bonnier, BRM
9. Maurice Trintignant, R R C Walker (Cooper-Climax)
10. Carroll Shelby, Aston Martin
11. Colin Davis, Scuderia Centro Sud (Cooper-Maserati)
12. Giorgio Scarlatti, Cooper-Climax
13. Ron Flockhart, BRM
14. Ian Burgess, Scuderia Centro Sud (Cooper-Maserati)
15. Giulio Cabianca, Ottorino Volonterio (Maserati)

### Förare som bröt loppet
- Roy Salvadori, Aston Martin (varv 44, motor)
- Bruce McLaren, Cooper-Climax (22, motor)
- Jack Fairman, High Efficiency Motors (Cooper-Maserati) (18, motor)
- Innes Ireland, Lotus-Climax (14, bromsar)
- Graham Hill, Lotus-Climax (1, koppling)
- Tony Brooks, Ferrari (0, koppling)

## VM-ställning
| Förarmästerskapet 1. Jack Brabham, Cooper-Climax, 31 2. Stirling Moss, R R C Walker (Cooper-Climax), 25½ 3. Tony Brooks, Ferrari, 23 | Konstruktörsmästerskapet 1. Cooper-Climax, 38 2. Ferrari, 32 3. BRM, 18 |